# Protein Segment Finder
Protein segment finder, ou PSF, est un outil bio-informatique pour identifier des segments de protéines dans le PDB (Protein Data Bank) obéissant à des contraintes structurales primaires, secondaires et tertiaires.